# Kościół św. Jana Chrzciciela w Cegłowie
Kościół świętego Jana Chrzciciela w Cegłowie – kościół należący do diecezji lubelsko-podlaskiej Kościoła Starokatolickiego Mariawitów w RP. Znajduje się w mieście Cegłów, w powiecie mińskim, w województwie mazowieckim.
Parafia mariawicka w Cegłowie powstała w 1909 dzięki staraniom księdza Bolesława Wiechowicza. Obecna świątynia została wzniesiona w 1906 w stylu neogotyckim. Charakteryzuje się wysmukłą wieżą frontową ozdobioną medalionem przedstawiającym dwa anioły oraz sterczynami mieszczącymi się przy narożach dachu. Naroża kościoła zakończone są wysokimi pinaklami. Dach jest ozdobiony małą wieżą-sygnaturką. Wnętrze świątyni jest podzielone na halową nawę główną oraz transept. Sklepienie oraz ściany są pomalowane na biały kolor i podkreślają przestronność i lekkość kościoła. Ołtarz jest bogato i misternie zdobiony i reprezentuje architekturę neogotycką. W ścianę budowli jest wmurowana tablica pamiątkowa z okazji setnej rocznicy objawienia Dzieła Wielkiego Miłosierdzia, jakie otrzymała siostra zakonna Maria Franciszka Kozłowska. Przed kościołem są umieszczone: ufundowany przez parafian metalowy krzyż oraz płyta upamiętniająca powstanie parafii mariawickiej św. Jana Chrzciciela w Cegłowie.